# Benthopecten violaceus
Benthopecten violaceus är en sjöstjärneart som först beskrevs av Alcock 1893.  Benthopecten violaceus ingår i släktet Benthopecten och familjen nålsjöstjärnor.
Artens utbredningsområde är Lackadivsjön. Inga underarter finns listade i Catalogue of Life.